# Elecciones municipales de 2019 en Cantabria
Las elecciones municipales de 2019 en Cantabria se celebraron el 26 de mayo, de acuerdo con el Real Decreto de convocatoria de elecciones locales en España dispuesto el 1 de abril de 2019 y publicado en el Boletín Oficial del Estado el 2 de abril. Se eligieron los concejales de los 102 ayuntamientos de Cantabria, así como los alcaldes en el caso de los municipios con concejo abierto.
Los concejales de los ayuntamientos son elegidos a través de un sistema proporcional (con reparto d'Hondt), con listas cerradas y un umbral electoral del 5 %. Los alcaldes de municipios en régimen de concejo abierto son elegidos mediante un sistema mayoritario.
Estas elecciones fueron celebradas de forma paralela con las del Parlamento de Cantabria y las del Parlamento Europeo.

## Demografía electoral
| Censo electoral | 580 229 | Municipios de Cantabria, la circunscripción electoral. |
| Votantes        | 466 422 | Municipios de Cantabria, la circunscripción electoral. |
| Participación   | 330 093 | Municipios de Cantabria, la circunscripción electoral. |
| Votos válidos   | 326 526 | Municipios de Cantabria, la circunscripción electoral. |
| Votos en blanco | 3451    | Municipios de Cantabria, la circunscripción electoral. |
| Votos nulos     | 3567    | Municipios de Cantabria, la circunscripción electoral. |
| Municipios      | 102     | Municipios de Cantabria, la circunscripción electoral. |

## Jornada electoral
La jornada electoral comenzó a las 8:00 de la mañana con la constitución de las 823 mesas electorales en sus sedes por parte de los presidentes de mesa, vocales y suplentes, la presentación de los interventores de los partidos políticos y la constatación de la presencia de todos los elementos necesarios para la votación. Tras levantarse el acta de constitución de mesa, a las 8:30 horas, los colegios electorales abrieron sus puertas a las 9:00 de la mañana para que los ciudadanos inscritos en ellos comenzaran a votar.

### Participación
A lo largo de la jornada se dieron a conocer los datos de participación en las elecciones en dos ocasiones, así como la participación final. La participación comenzó siendo ligeramente superior a las pasadas elecciones y se mantuvo algo superior tras el segundo avance de participación. Al final del día, acabó con un leve incremento de menos demedio punto respecto a las pasadas elecciones.
|  | 38,67 % |

|  | 38,47 % |

|  | 57,08 % |

|  | 56,18 % |

|  | 70,77 % |

|  | 70,56 % |

## Resultados electorales
El partido más votado fue el Partido Popular de Cantabria (PP), pero obtuvo el segundo lugar en términos de representación en los consistorios municipales. Por otro lado, el Partido Regionalista de Cantabria (PRC) logró imponerse en la mayoría de los municipios de la región, ganando en 41 de ellos y obteniendo más concejales que cualquier otra agrupación política. A pesar de esto, en cuanto a votos, el PRC ocupó la segunda posición. En tercer lugar, se encuentra el Partido Socialista de Cantabria (PSC-PSOE), tanto en términos de representación como de votos.

### Resultados globales
En esta tabla se muestran los resultados de los principales partidos de ámbito nacional y cántabro:
|  | 28,19 % |

|  | 25,14 % |

|  | 24,23 % |

|  | 6,86 % |

|  | 4,18 % |

|  | 2,85 % |

|  | 98,92 % |

### Resultados en los principales municipios
En la siguiente tabla se muestran los resultados de las elecciones en los 10 municipios con más habitantes de Cantabria:
A continuación aparecen las candidaturas con representantes electos en los municipios cántabros de mayor población, , que suman un total de 375 374 habitantes y que suponen un 64,69 % del conjunto de habitantes de Cantabria (580 229 hab.). Se resalta el partido o la coalición que forma el gobierno municipal y con negrita se marca el alcalde electo.
| Municipio                      | Municipio                                                                           | Candidaturas (cabeza de lista)                              | Candidaturas (cabeza de lista)                           | % Voto | Votos  | Variación votos | Concejales  | Variación concejales |
| ------------------------------ | ----------------------------------------------------------------------------------- | ----------------------------------------------------------- | -------------------------------------------------------- | ------ | ------ | --------------- | ----------- | -------------------- |
|                                | Santander 27 concejales Población: 172 044 (2018) Censo electoral: 138 122          |                                                             | Partido Popular de Cantabria (Gema Igual)                | 35,35  | 31 297 | 4743            | 11          | 2                    |
|                                | Santander 27 concejales Población: 172 044 (2018) Censo electoral: 138 122          | Partido Socialista de Cantabria                             | 23,41                                                    | 20 723 | 5205   | 7               | 2           |                      |
|                                | Santander 27 concejales Población: 172 044 (2018) Censo electoral: 138 122          | Partido Regionalista de Cantabria                           | 19,12                                                    | 16 927 | 3311   | 5               | 1           |                      |
|                                | Santander 27 concejales Población: 172 044 (2018) Censo electoral: 138 122          | Ciudadanos                                                  | 8,78                                                     | 7773   | 403    | 2               | Sin cambios |                      |
|                                | Santander 27 concejales Población: 172 044 (2018) Censo electoral: 138 122          | Unidas por Santander (IU, Podemos, SSP y Equo)              | 6,05                                                     | 5357   | 494    | 1               | Sin cambios |                      |
|                                | Santander 27 concejales Población: 172 044 (2018) Censo electoral: 138 122          | Vox                                                         | 5,33                                                     | 4715   | 4104   | 1               | 1           |                      |
|                                | Santander 27 concejales Población: 172 044 (2018) Censo electoral: 138 122          | Ola Cantabria                                               | 0,46                                                     | 407    | 407    | 0               | Sin cambios |                      |
|                                | Santander 27 concejales Población: 172 044 (2018) Censo electoral: 138 122          | Ganemos                                                     | 0,32                                                     | 283    | 5746   | 0               | 2           |                      |
|                                | Santander 27 concejales Población: 172 044 (2018) Censo electoral: 138 122          | Partido Humanista                                           | 0,11                                                     | 99     | 37     | 0               | Sin cambios |                      |
|                                | Santander 27 concejales Población: 172 044 (2018) Censo electoral: 138 122          | Partido Libertario                                          | 0,07                                                     | 64     | 64     | 0               | Sin cambios |                      |
|                                |                                                                                     |                                                             |                                                          |        |        |                 |             |                      |
|                                | Torrelavega 25 concejales Población: 51 687 (2018) Censo electoral: 41 538          |                                                             | Partido Regionalista de Cantabria (Javier López Estrada) | 26,83  | 7571   | 2379            | 8           | 3                    |
|                                | Torrelavega 25 concejales Población: 51 687 (2018) Censo electoral: 41 538          | Partido Socialista de Cantabria                             | 26,37                                                    | 7443   | 1569   | 8               | 2           |                      |
|                                | Torrelavega 25 concejales Población: 51 687 (2018) Censo electoral: 41 538          | Partido Popular de Cantabria                                | 15,86                                                    | 4475   | 2707   | 5               | 2           |                      |
|                                | Torrelavega 25 concejales Población: 51 687 (2018) Censo electoral: 41 538          | Asamblea Ciudadana por Torrelavega                          | 8,56                                                     | 2415   | 33     | 2               | Sin cambios |                      |
|                                | Torrelavega 25 concejales Población: 51 687 (2018) Censo electoral: 41 538          | Ciudadanos                                                  | 6,25                                                     | 1764   | 415    | 1               | 1           |                      |
|                                | Torrelavega 25 concejales Población: 51 687 (2018) Censo electoral: 41 538          | Torrelavega Sí                                              | 6,18                                                     | 1745   | 1944   | 1               | 3           |                      |
|                                | Torrelavega 25 concejales Población: 51 687 (2018) Censo electoral: 41 538          | Vox                                                         | 4,63                                                     | 1307   | 1307   | 0               | Sin cambios |                      |
|                                | Torrelavega 25 concejales Población: 51 687 (2018) Censo electoral: 41 538          | Unidas Podemos-Izquierda Unida                              | 3,45                                                     | 998    | 1723   | 0               | 1           |                      |
|                                | Torrelavega 25 concejales Población: 51 687 (2018) Censo electoral: 41 538          | Unión para el Progreso de Cantabria                         | 0,36                                                     | 103    | 103    | 0               | Sin cambios |                      |
|                                | Torrelavega 25 concejales Población: 51 687 (2018) Censo electoral: 41 538          | Ola Cantabria                                               | 0,33                                                     | 92     | 92     | 0               | Sin cambios |                      |
|                                |                                                                                     |                                                             |                                                          |        |        |                 |             |                      |
|                                | Castro-Urdiales 21 concejales Población: 31 977 (2018) Censo electoral: 24 167      |                                                             | Partido Socialista de Cantabria (Susana Herrán)          | 26,06  | 3982   | 1755            | 6           | 2                    |
|                                | Castro-Urdiales 21 concejales Población: 31 977 (2018) Censo electoral: 24 167      | Partido Regionalista de Cantabria                           | 23,88                                                    | 3649   | 969    | 6               | 2           |                      |
|                                | Castro-Urdiales 21 concejales Población: 31 977 (2018) Censo electoral: 24 167      | \|CastroVerde                                               | 14,81                                                    | 2263   | 2002   | 3               | 4           |                      |
|                                | Castro-Urdiales 21 concejales Población: 31 977 (2018) Censo electoral: 24 167      | Partido Popular de Cantabria                                | 12,49                                                    | 1909   | 871    | 3               | 2           |                      |
|                                | Castro-Urdiales 21 concejales Población: 31 977 (2018) Censo electoral: 24 167      | Ciudadanos                                                  | 7,69                                                     | 1175   | 1175   | 2               | 2           |                      |
|                                | Castro-Urdiales 21 concejales Población: 31 977 (2018) Censo electoral: 24 167      | Podemos                                                     | 6,49                                                     | 992    | 992    | 1               | 1           |                      |
|                                | Castro-Urdiales 21 concejales Población: 31 977 (2018) Censo electoral: 24 167      | Vox                                                         | 3,29                                                     | 502    | 502    | 0               | Sin cambios |                      |
|                                | Castro-Urdiales 21 concejales Población: 31 977 (2018) Censo electoral: 24 167      | Acuerdo por Castro                                          | 3,25                                                     | 496    | 210    | 0               | Sin cambios |                      |
|                                | Castro-Urdiales 21 concejales Población: 31 977 (2018) Censo electoral: 24 167      | Izquierda Unida                                             | 0,52                                                     | 79     | 283    | 0               | Sin cambios |                      |
|                                | Castro-Urdiales 21 concejales Población: 31 977 (2018) Censo electoral: 24 167      | Ola Cantabria                                               | 0,41                                                     | 63     | 63     | 0               | Sin cambios |                      |
|                                |                                                                                     |                                                             |                                                          |        |        |                 |             |                      |
|                                | Camargo 21 concejales Población: 30 263 (2018) Censo electoral: 24 045              |                                                             | Partido Socialista de Cantabria (Esther Bolado)          | 31,18  | 5098   | 1251            | 8           | 3                    |
|                                | Camargo 21 concejales Población: 30 263 (2018) Censo electoral: 24 045              | Partido Popular de Cantabria                                | 26,90                                                    | 4398   | 2285   | 6               | 4           |                      |
|                                | Camargo 21 concejales Población: 30 263 (2018) Censo electoral: 24 045              | Partido Regionalista de Cantabria                           | 15,72                                                    | 2570   | 97     | 4               | 1           |                      |
|                                | Camargo 21 concejales Población: 30 263 (2018) Censo electoral: 24 045              | Ciudadanos                                                  | 11,59                                                    | 1895   | 1895   | 3               | 3           |                      |
|                                | Camargo 21 concejales Población: 30 263 (2018) Censo electoral: 24 045              | Izquierda Unida                                             | 4,96                                                     | 811    | 475    | 0               | 2           |                      |
|                                | Camargo 21 concejales Población: 30 263 (2018) Censo electoral: 24 045              | Vox                                                         | 4,78                                                     | 782    | 782    | 0               | Sin cambios |                      |
|                                | Camargo 21 concejales Población: 30 263 (2018) Censo electoral: 24 045              | Podemos                                                     | 2,81                                                     | 460    | 460    | 0               | Sin cambios |                      |
|                                | Camargo 21 concejales Población: 30 263 (2018) Censo electoral: 24 045              | Ola Cantabria                                               | 0,48                                                     | 79     | 79     | 0               | Sin cambios |                      |
|                                | Camargo 21 concejales Población: 30 263 (2018) Censo electoral: 24 045              | Actuando Contigo Partido para la Sociedad                   | 0,18                                                     | 30     | 30     | 0               | Sin cambios |                      |
|                                | Camargo 21 concejales Población: 30 263 (2018) Censo electoral: 24 045              | Unión para el Progreso de Cantabria                         | 0,13                                                     | 22     | 22     | 0               | Sin cambios |                      |
|                                | Camargo 21 concejales Población: 30 263 (2018) Censo electoral: 24 045              | Nueva Izquierda Popular                                     | 0,04                                                     | 7      | 7      | 0               | Sin cambios |                      |
|                                |                                                                                     |                                                             |                                                          |        |        |                 |             |                      |
|                                | Piélagos 21 concejales Población: 25 223 (2018) Censo electoral: 19 200             |                                                             | Partido Popular de Cantabria                             | 35,85  | 4755   | 547             | 9           | 1                    |
|                                | Piélagos 21 concejales Población: 25 223 (2018) Censo electoral: 19 200             | Partido Socialista de Cantabria (Verónica Samperio)         | 25,87                                                    | 3429   | 1707   | 6               | 3           |                      |
|                                | Piélagos 21 concejales Población: 25 223 (2018) Censo electoral: 19 200             | Partido Regionalista de Cantabria                           | 12,49                                                    | 1657   | 305    | 3               | 1           |                      |
|                                | Piélagos 21 concejales Población: 25 223 (2018) Censo electoral: 19 200             | Agrupación Vecinos Independientes de Piélagos               | 7,54                                                     | 1000   | 817    | 2               | 1           |                      |
|                                | Piélagos 21 concejales Población: 25 223 (2018) Censo electoral: 19 200             | Ciudadanos                                                  | 6,48                                                     | 860    | 295    | 1               | 1           |                      |
|                                | Piélagos 21 concejales Población: 25 223 (2018) Censo electoral: 19 200             | Vox                                                         | 3,95                                                     | 524    | 524    | 0               | Sin cambios |                      |
|                                | Piélagos 21 concejales Población: 25 223 (2018) Censo electoral: 19 200             | Izquierda Unida                                             | 3,63                                                     | 481    | 413    | 0               | 1           |                      |
|                                | Piélagos 21 concejales Población: 25 223 (2018) Censo electoral: 19 200             | Podemos                                                     | 3,1                                                      | 411    | 411    | 0               | Sin cambios |                      |
|                                |                                                                                     |                                                             |                                                          |        |        |                 |             |                      |
|                                | El Astillero 17 concejales Población: 18 108 (2018) Censo electoral: 14 138         |                                                             | Ciudadanos (Javier Fernández Soberón)                    | 26,65  | 2568   | 2568            | 5           | 5                    |
|                                | El Astillero 17 concejales Población: 18 108 (2018) Censo electoral: 14 138         | Partido Socialista de Cantabria                             | 22,50                                                    | 2168   | 116    | 5               | 1           |                      |
|                                | El Astillero 17 concejales Población: 18 108 (2018) Censo electoral: 14 138         | Partido Regionalista de Cantabria                           | 19,08                                                    | 1839   | 445    | 4               | 1           |                      |
|                                | El Astillero 17 concejales Población: 18 108 (2018) Censo electoral: 14 138         | Partido Popular de Cantabria                                | 14,16                                                    | 1364   | 1820   | 3               | 3           |                      |
|                                | El Astillero 17 concejales Población: 18 108 (2018) Censo electoral: 14 138         | Izquierda Unida                                             | 5,26                                                     | 507    | 680    | 1               | 1           |                      |
|                                | El Astillero 17 concejales Población: 18 108 (2018) Censo electoral: 14 138         | Unión para el Progreso de Cantabria                         | 4,46                                                     | 430    | 430    | 0               | Sin cambios |                      |
|                                | El Astillero 17 concejales Población: 18 108 (2018) Censo electoral: 14 138         | Podemos                                                     | 3,21                                                     | 309    | 309    | 0               | Sin cambios |                      |
|                                | El Astillero 17 concejales Población: 18 108 (2018) Censo electoral: 14 138         | Vox                                                         | 3,08                                                     | 297    | 297    | 0               | Sin cambios |                      |
|                                | El Astillero 17 concejales Población: 18 108 (2018) Censo electoral: 14 138         | Ola Cantabria                                               | 0,85                                                     | 82     | 82     | 0               | Sin cambios |                      |
|                                |                                                                                     |                                                             |                                                          |        |        |                 |             |                      |
|                                | Santa Cruz de Bezana 17 concejales Población: 12 964 (2018) Censo electoral: 10 282 |                                                             | Partido Socialista de Cantabria (Alberto García Onandía) | 25,71  | 1760   | 308             | 5           | 1                    |
|                                | Santa Cruz de Bezana 17 concejales Población: 12 964 (2018) Censo electoral: 10 282 | Partido Popular de Cantabria                                | 25,08                                                    | 1717   | 42     | 4               | 1           |                      |
|                                | Santa Cruz de Bezana 17 concejales Población: 12 964 (2018) Censo electoral: 10 282 | Partido Regionalista de Cantabria                           | 1036                                                     | 15,13  | 63     | 3               | Sin cambios |                      |
|                                | Santa Cruz de Bezana 17 concejales Población: 12 964 (2018) Censo electoral: 10 282 | Ciudadanos                                                  | 10,94                                                    | 749    | 41     | 2               | Sin cambios |                      |
|                                | Santa Cruz de Bezana 17 concejales Población: 12 964 (2018) Censo electoral: 10 282 | Agrupación de Vecinos Independiente de Santa Cruz de Bezana | 9,70                                                     | 664    | 43     | 1               | 1           |                      |
|                                | Santa Cruz de Bezana 17 concejales Población: 12 964 (2018) Censo electoral: 10 282 | Unidas Podemos-Izquierda Unida-Equo                         | 6,98                                                     | 478    | 33     | 1               | Sin cambios |                      |
|                                | Santa Cruz de Bezana 17 concejales Población: 12 964 (2018) Censo electoral: 10 282 | Vox                                                         | 5,59                                                     | 383    | 383    | 1               | 1           |                      |
|                                |                                                                                     |                                                             |                                                          |        |        |                 |             |                      |
|                                | Laredo 17 concejales Población: 11 148 (2018) Censo electoral: 9255                 |                                                             | Partido Socialista de Cantabria (Charo Losa)             | 20,94  | 1409   | 395             | 4           | 1                    |
|                                | Laredo 17 concejales Población: 11 148 (2018) Censo electoral: 9255                 | Partido Regionalista de Cantabria                           | 19,67                                                    | 1324   | 71     | 4               | 1           |                      |
|                                | Laredo 17 concejales Población: 11 148 (2018) Censo electoral: 9255                 | Partido Popular de Cantabria                                | 17,18                                                    | 1156   | 526    | 3               | 2           |                      |
|                                | Laredo 17 concejales Población: 11 148 (2018) Censo electoral: 9255                 | Hacemos Laredo                                              | 14,46                                                    | 973    | 973    | 3               | 3           |                      |
|                                | Laredo 17 concejales Población: 11 148 (2018) Censo electoral: 9255                 | Si se puede Laredo                                          | 9,63                                                     | 648    | 265    | 2               | Sin cambios |                      |
|                                | Laredo 17 concejales Población: 11 148 (2018) Censo electoral: 9255                 | Unidos por Laredo                                           | 5,59                                                     | 376    | 114    | 1               | 1           |                      |
|                                | Laredo 17 concejales Población: 11 148 (2018) Censo electoral: 9255                 | Ciudadanos                                                  | 4,40                                                     | 296    | 296    | 0               | Sin cambios |                      |
|                                | Laredo 17 concejales Población: 11 148 (2018) Censo electoral: 9255                 | Izquierda Unida                                             | 3,85                                                     | 259    | 384    | 0               | 2           |                      |
|                                | Laredo 17 concejales Población: 11 148 (2018) Censo electoral: 9255                 | Podemos                                                     | 3,34                                                     | 225    | 225    | 0               | Sin cambios |                      |
|                                |                                                                                     |                                                             |                                                          |        |        |                 |             |                      |
|                                | Santoña 17 concejales Población: 11 050 (2018) Censo electoral: 8917                |                                                             | Partido Socialista de Cantabria (Sergio Abascal)         | 33,20  | 2035   | 109             | 7           | Sin cambios          |
|                                | Santoña 17 concejales Población: 11 050 (2018) Censo electoral: 8917                | Partido Popular de Cantabria                                | 26,87                                                    | 1647   | 360    | 5               | 1           |                      |
|                                | Santoña 17 concejales Población: 11 050 (2018) Censo electoral: 8917                | Santoñeses                                                  | 17,73                                                    | 1087   | 627    | 3               | 2           |                      |
|                                | Santoña 17 concejales Población: 11 050 (2018) Censo electoral: 8917                | Partido Regionalista de Cantabria                           | 13,61                                                    | 834    | 233    | 2               | Sin cambios |                      |
|                                | Santoña 17 concejales Población: 11 050 (2018) Censo electoral: 8917                | Activa Santoña                                              | 3,87                                                     | 237    | 219    | 0               | 1           |                      |
|                                | Santoña 17 concejales Población: 11 050 (2018) Censo electoral: 8917                | Ola Cantabria                                               | 3,38                                                     | 207    | 207    | 0               | Sin cambios |                      |
|                                |                                                                                     |                                                             |                                                          |        |        |                 |             |                      |
|                                | Los Corrales de Buelna 17 concejales Población: 10 910 (2018) Censo electoral: 8746 |                                                             | Partido Socialista de Cantabria                          | 31,46  | 1939   | 281             | 6           | 1                    |
|                                | Los Corrales de Buelna 17 concejales Población: 10 910 (2018) Censo electoral: 8746 | Partido Regionalista de Cantabria (Luis Ignacio Argumosa)   | 25,37                                                    | 1564   | 210    | 5               | 1           |                      |
|                                | Los Corrales de Buelna 17 concejales Población: 10 910 (2018) Censo electoral: 8746 | Partido Popular de Cantabria                                | 21,03                                                    | 1296   | 1121   | 4               | 3           |                      |
|                                | Los Corrales de Buelna 17 concejales Población: 10 910 (2018) Censo electoral: 8746 | Vox                                                         | 9,59                                                     | 591    | 591    | 1               | 1           |                      |
|                                | Los Corrales de Buelna 17 concejales Población: 10 910 (2018) Censo electoral: 8746 | Izquierda Unida                                             | 8,92                                                     | 550    | 12     | 1               | Sin cambios |                      |
|                                | Los Corrales de Buelna 17 concejales Población: 10 910 (2018) Censo electoral: 8746 | Podemos-Equo                                                | 2,16                                                     | 133    | 133    | 0               | Sin cambios |                      |
|                                | Los Corrales de Buelna 17 concejales Población: 10 910 (2018) Censo electoral: 8746 | Ola Cantabria                                               | 0,24                                                     | 15     | 15     | 0               | Sin cambios |                      |
| Fuente: Ministerio de Interior |                                                                                     |                                                             |                                                          |        |        |                 |             |                      |